# مطار عرعر المحلي
30°54′23.72″N 41°08′17.58″E / 30.9065889°N 41.1382167°E

مطار عرعر المحلي (إياتا: RAE، إيكاو: OERR) هو مطار إقليمي يبعد عن مدينة عرعر عاصمة منطقة الحدود الشمالية أقصى شمال السعودية حوالي 15 كم، ويبعد عن الحدود العراقية السعودية حوالي 60 كم، يعود تاريخ إنشاء المطار إلى عام 1977 مغلق في 1 ديسمبر 2011 بعدما سلمته الهيئة العامة للطيران المدني من التابلاين، وهو مجهز لاستقبال جميع أنواع الطائرات ويشتمل على جميع المرافق الهامة. تبلغ الطاقة الاستيعابية للمطار بعد أعمال التطوير التي شهدها في 2019 مليون مسافر سنويا.

## خطوط وشركات الطيران
- رحلات يوميًا إلى جدة والرياض.

## مشروعات التطوير
شهد مطار عرعر أعمال تحسين وصيانة وتطوير، شملت مدخل المطار الذي يقع على الطريق الدولي المؤدي إلى الأردن، ومن ضمن الأعمال إنارة الطريق وربطه بالطريق الدولي مع التشجير وعمل أرصفة وتخصيص موقع داخل المطار لوقوف السيارات.
كما شهد المطار أعمال تطوير واسعة في 2019 أعيد فيها تصميم الشكل الخارجي له على شكل حرف العين، إشارة للحرف الأول من «عرعر»، وشملت إنشاء مبنى صالة السفر الرئيسة، ومبنى للصالة الملكية ومبنى لإدارة المطار ومبنى للإنقاذ من الحرائق والاصطدام، بالإضافة إلى مباني الخدمات «محطات الكهرباء والمحولات والاتصالات» ومباني البوابات ومحطة معالجة الصرف الصحي ومواقف للطائرات والأعمال الخارجية، إلى جانب الصالات الدولية والمحلية.
وتتسع مواقف السيارات لـ 616 موقفاً، كما تبلغ مساحة مبنى صالة السفر بعد أعمال التطوير 12000 م2 ومبنى الصالة الملكية 1800 م2 ومبنى الإطفاء والإنقاذ 3200 م2 ومبنى إدارة المطار 850 م2.